# George Ernest Shelley
George Ernest Shelley (15 mei 1840 - 29 november 1910 in Londen) was een Britse geoloog en ornitholoog. Hij was de neef van de bekende Engelse dichter Percy Bysshe Shelley.
Shelley bezocht in Engeland de middelbare school en in Frankrijk het Lycée Hoche bij Versailles. In 1863 werd hij militair. Na enige jaren verliet hij de krijgsmacht in de rang van kapitein bij de grenadiers. Hij deed daarna in opdracht van de Zuid-Afrikaanse regering geologisch onderzoek en later deed hij dat ook in Egypte. Er is verder weinig over de persoon en zijn verre reizen en doen en laten in druk verschenen.
Na 1870 hield hij zich intensief bezig met de ornithologie en hij was de auteur van een groot aantal uitgebreide en fraai uitgegeven boeken over vogels zoals: 
- Catalogue of the Picariæ in the Collection of the British Museum. Scansores containing the families Rhamphastidae, Galbulidae, and Bucconidae by P.L. Sclater and Coccyges containing the families Indicatoridae, Capitonidae, Cuculidae, and Musophagidae by G.E. Shelley (1874)
- A Monograph of the Cinnyridae, or Family of Sun Birds (1876–1877)
- A Handbook to the Birds of Egypt (1878)
- A Monograph of the Nectariniidae (1880)

en zijn meest bekende werk:
- The Birds of Africa, een vijfdelig werk dat tussen 1896 en 1912 verscheen.

Omdat hij in 1910 vrij plotseling overleed aan de verlammingsziekte Hemiplegie werd het vijfde deel postuum door William Lutley Sclater voltooid.
De collectie van Shelley bestond uit 7235 specimens die worden bewaard in het British Museum.
Shelley beschreef in totaal 76 vogelsoorten waaronder vale gierzwaluw (Apus pallidus), Nyasa-agapornis (Agapornis lilianae), granta-astrild (Pyrenestes minor), roodkopblauwsnavel (Spermophaga ruficapilla) en  Forbes' plevier (Charadrius forbesi).
Als eerbestoon aan hem zijn diverse vogelsoorten naar hem genoemd zoals Shelleys oehoe (Ketupa shelleyi), Shelleys bergastrild (Cryptospiza shelleyi),  Shelleys frankolijn (Scleroptila shelleyi) en Shelleys honingzuiger (Cinnyris shelleyi).
- Bibsys: 6041250
- Bibliothèque nationale de France: cb10576778s (data)
- Gemeinsame Normdatei: 139249222
- International Standard Name Identifier: 0000 0000 7123 1392
- Library of Congress Control Number: no98083380
- Nationale Bibliotheek van Israël: 987007456355505171
- Nederlandse Thesaurus van Auteursnamen: 240851838
- Système universitaire de documentation: 135476089
- Virtual International Authority File: 71381293
- WorldCat: E39PBJtMtrXgmTwVjFfYXfPWjC